# Trimenia moorei
Trimenia moorei är en tvåhjärtbladig växtart som först beskrevs av Daniel Oliver, och fick sitt nu gällande namn av W.R. Philipson. Trimenia moorei ingår i släktet Trimenia och familjen Trimeniaceae. Inga underarter finns listade.